# Accelerated processing unit
Una Accelerated Processing Unit (en español «unidad de procesamiento acelerado»), o APU por sus siglas en inglés, es el nombre comercial dado por AMD a su serie de microprocesadores de 64 bits que combinan una unidad central de procesamiento (CPU) multinúcleo, con una unidad de procesamiento gráfico (GPU) y un bus de interconexión de alta velocidad.
Esto se debe a que en un mismo circuito integrado se encuentran la CPU, la GPU y un controlador de memoria, entre otros. Esto es posible gracias a la miniaturización de los circuitos actuales, que permiten procesos de fabricación de entre 40 y 7 nanómetros.
Las consolas de videojuegos Sony PlayStation 4 y Microsoft Xbox One usan APUs de baja potencia de tercera generación semipersonalizadas.

## Historia
AMD anunció en enero del año 2011 la primera generación de APUs, llamadas Llano para dispositivos de alto rendimiento y Brazos para dispositivos de bajo rendimiento. La segunda generación fue anunciada en junio del año 2012, bajo el nombre Trinity para alto rendimiento y Brazos-2 para bajo rendimiento. La tercera generación fue lanzada en enero del año 2014 bajo el nombre de Kaveri para dispositivos de alto rendimiento, mientras que Kabini y Temash para dispositivos de baja potencia fueron anunciados en el verano de 2013.
El término unidad de procesamiento acelerado o APU fue utilizado por primera vez en un contexto público en el año 2006.[cita requerida]
AMD anunció el lanzamiento de sus microprocesadores APU de tercera generación para 2014 bajo el nombre de "Kaveri"; contaban con una tecnología de fabricación de 28 nm. No hay que confundir la gama de procesadores "Richland", lanzada a mediados de 2013, como productos de esa misma generación, pues ésta, al igual que la gama "Trinity", corresponden aún a la segunda generación, construida en 32 nm.